# 다쿠마촌
다쿠마촌(일본어: 託麻村)은 일본 구마모토현북부 호타쿠군에 있던 촌이다. 

## 역사
- 1889년 4월 1일 - 정촌제 시행에 의해 다쿠마군 도모아이촌, 히로하타촌, 오야마토시마촌이 성립하였다.
- 1896년 4월 1일 - 다쿠마군, 아키타군이 합병해 호타쿠군이 되었다.
- 1955년 1월 30일 - 도모아이촌, 히로하타촌, 오야마토시마촌이 합병해 다쿠마촌이 되었다.
- 1970년 11월 1일 - 구마모토시에 편입되었다.

## 교통

### 공항
- 구마모토 공항

## 참고 문헌
- 角川日本地名大辞典編纂委員会, 『角川日本地名大辞典 43 熊本県』1987, 角川書店